# Петар Радовић (револуционар)
Петар Радовић (Доњи Мартинићи, код Даниловграда, 1907 — Вис, 6. април 1944) био је комунистички револуционар и учесник Народноослободилачке борбе.

## Биографија
Рођен је 1907. у Доњим Мартинићима, код Даниловграда. Његова породица је након Првог светског рата колонизована у Метохију.
Као ученик гимназије у Пећи прикључио се омладинском револуционарном покрету. Током студија на Београдском универзитету припадао је револуционарном студентском покрету. Године 1931. постао је члан тада илегалне Комунистичке партије Југославије (КПЈ). Био је једна од водећих личности КПЈ у време обнављања партијске организације на Косову и Метохији почетком 1930-их година.
Због комунистичке делатности ухапшен је 1934. и осуђен на три године затвора, коју је издржао у затвору у Сремској Митровици. Током робије активно је учествовао у акцијама робијаша-комуниста, када је потпао под утицај Петка Милетића.
Децембра 1937. вратио се у Пећ, где се активно укључио у партијски рад. Након одласка Миладина Поповића на лечење у Словенију, преузео је функцију политичког секретара Обласног комитета КПЈ за Косово и Метохију. Након Милетићевог изласка са робије, фебруара 1939. приклонио се његовој „фракционашкој” групи. Заједно са Милетићем успео је да оствари упоришта у партијским организацијама у Пећи, Косовској Митровици и Приштини.
Милетићевој групи се оштро супротставила група чланова чланови Обласног комитета, предвођена организационим секретаром Бором Вукмировићем, а на сузбијању њене активности посебно је допринео Миладин Поповић који се августа 1939. вратио са лечења из Словеније. Активност Милетића и Радовића осудио је Покрајински комитет КПЈ за Црну Гору, Боку, Санџак, Косово и Црну Гору на својој Седмој покрајинској конференцији августа 1939. када је Радовић смењен са места политичког секретара Обласног комитета.
На Другој обласној конференцији КПЈ за Косово и Метохију, одржаној крајем септембра 1939, Радовић је заједно са Милетићем, због фракционашког деловања, искључен из Комунистичке партије. Ову одлуку потврдио је Трећи пленум Покрајинског комитета КПЈ за Црну Гору, Боку, Санџак, Косово и Метохију, након чега су објављена у партијском листу Пролетер.
Након окупације Југославије, 1941. Радовић се прикључио Народноослободилачком покрету (НОП), а 1942. поново је примљен у чланство Комунистичке партије. У току Народноослободилачког рата био је најпре борац Прве пролетерске ударне бригаде, а потом члан Политодела Пете крајишке козарачке ударне бригаде и политички комесар Официрске школе Врховног штаба НОВ и ПОЈ.
Октобра 1943. одлуком Врховног штаба НОВ и ПОЈ именован је за политичког комесара Морнарице НОВЈ. Поред њега у Штабу Морнарице налазили су се — командант Јосип Черни, заменик команданта Срећко Манола и заменик команданта Урош Мардешић. Имао је чин капетана НОВЈ.
Током боравка на Вису, у пролеће 1944. наговештено му је да ће због непромишљене грешке поново изаћи на Контролну партијску комисију. Како би то избегао извршио је самоубиство, у ноћи 6/7. априла 1944, а иза себе је оставио два опроштајна писма.